# Bebra (Wipper)
Die Bebra ist ein rechter Zufluss der Wipper in Sondershausen in Thüringen in Deutschland.

## Verlauf
Die Bebra entspringt südwestlich der Stadt Sondershausen in einem Seitental der Hainleite. Dieses Tal trennt die westliche Hainleite (am Frauenberg 411 m) von der mittleren Hainleite (am Göldner 406 m). Sie fließt überwiegend in nordöstliche Richtung nach Sondershausen. Das Wasser der Bebra trieb früher bereits am Oberlauf einige Mühlen an. Oberhalb vom Sondershäuser Ortsteil Bebra befinden sich die Bebraer Teiche. In Sondershausen fließt sie teils unterirdisch. Auch bis ca. 50 m vor der Mündung in die Wipper, wird die Bebra unterirdisch geführt.

## Sonstiges
Die Bahnstrecke Wolkramshausen–Erfurt und der 2008 eröffnete neue Abschnitt der Bundesstraße 4 führen teilweise parallel dem Bach entlang. Die Bebraer Teiche mit ihren Bademöglichkeiten sind ein Erholungsgebiet der Kreisstadt. 